# Saikai–Story–
Singles de Gackt
Sekirei-seki-ray-
(2000) Secret Garden
(2000)
Saikai ~Story~ (再会 〜Story〜) est le sixième single régulier de Gackt. Écrit, composé et produit par Gackt, il sort le 30 août 2000 au Japon sur le label Nippon Crown. Il atteint la 7e place du classement des ventes hebdomadaire de l'Oricon, et reste classé pendant six semaines.
La chanson-titre est une nouvelle version de la chanson Story figurant sur le premier (mini) album de Gackt, Mizérable, sorti un an auparavant. Elle est utilisée comme générique de fin de l'émission télévisée Hot Punch ; sa version instrumentale figure aussi sur le single. La chanson en "face B" est une version enregistrée live de la chanson Dears de son second album Mars.

## Liste des chansons
| 1. | Saikai ~Story~ (再会 〜Story〜)                    | 5:48 |
| 2. | Dears (Live Version) (dears ...)                   | 5:15 |
| 3. | Saikai ~Story~ (Instrumental) (再会 〜Story〜 ...) | 5:40 |